# Triumph TR3
Der Triumph TR3 war ein von 1955 bis 1962 produzierter Roadster des britischen Herstellers Triumph. Der TR3 erschien im September 1955. Von ihm wurden bis 1957 13.377 Stück gebaut. Im selben Jahr kam die überarbeitete Version TR3A auf den Markt, deren Produktion mit 58.236 Exemplaren bis 1962 lief. Parallel zum neu erscheinenden TR4 wurde in den USA der TR3B verkauft. Er hatte Steckscheiben und einen stärkeren Motor mit 100 PS. Von ihm wurden 3.331 Stück gebaut.

## TR3
Angetrieben wurde der TR3 von einem Vierzylinder-Reihenmotor mit untenliegender Nockenwelle, Hubraum 1991 cm³. Im Vergleich zu seinem Vorgänger, dem TR2, erhielt er größere SU-Vergaser, die die Leistung um 5 PS steigerten. 1956 wurde der Zylinderkopf modifiziert. Die Leistung stieg dadurch auf 100 SAE-PS. Das maximale Drehmoment betrug 160 Nm bei 3000/min; die Höchstgeschwindigkeit 170 km/h.
Der TR3 hatte als Neuheit an den Vorderrädern Scheibenbremsen. Von den 13.377 produzierten TR3 gingen 10.032 Fahrzeuge in den Export. Ein Großteil der Modelle wurde in die USA exportiert. Lediglich 1286 Exemplare mit Rechtslenkung blieben in Großbritannien. Weltweit haben noch 1.700 TR3 überlebt, davon fast 900 in den USA und rund 600 in Großbritannien. Das Basismodell des TR3 kostete £ 650. In Deutschland war er 1961 für 9.155,– DM erhältlich. Der Durchschnittsverbrauch des Wagens lag bei etwa 10–12 Liter Benzin pro 100 km.

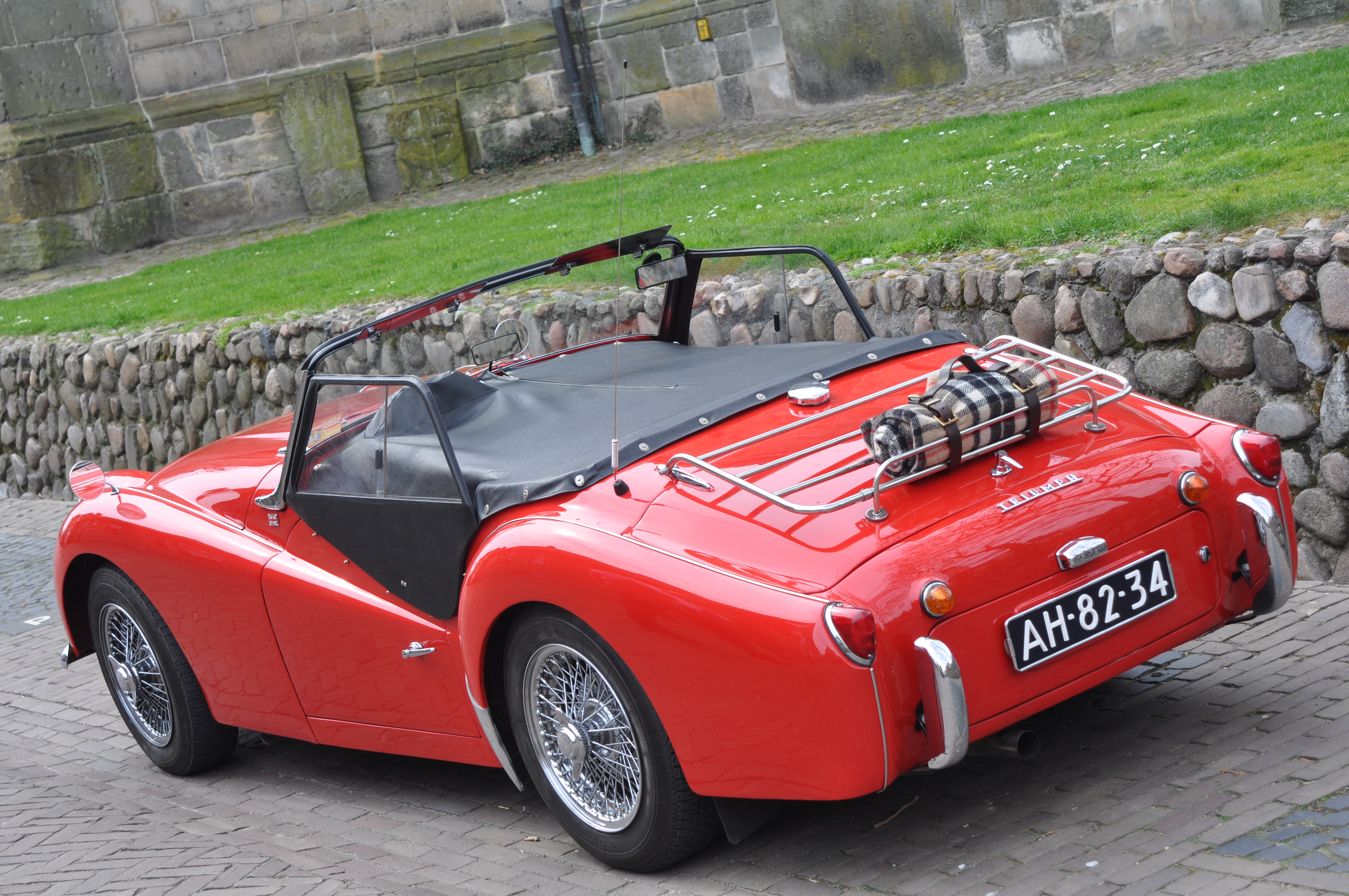
Heckansicht
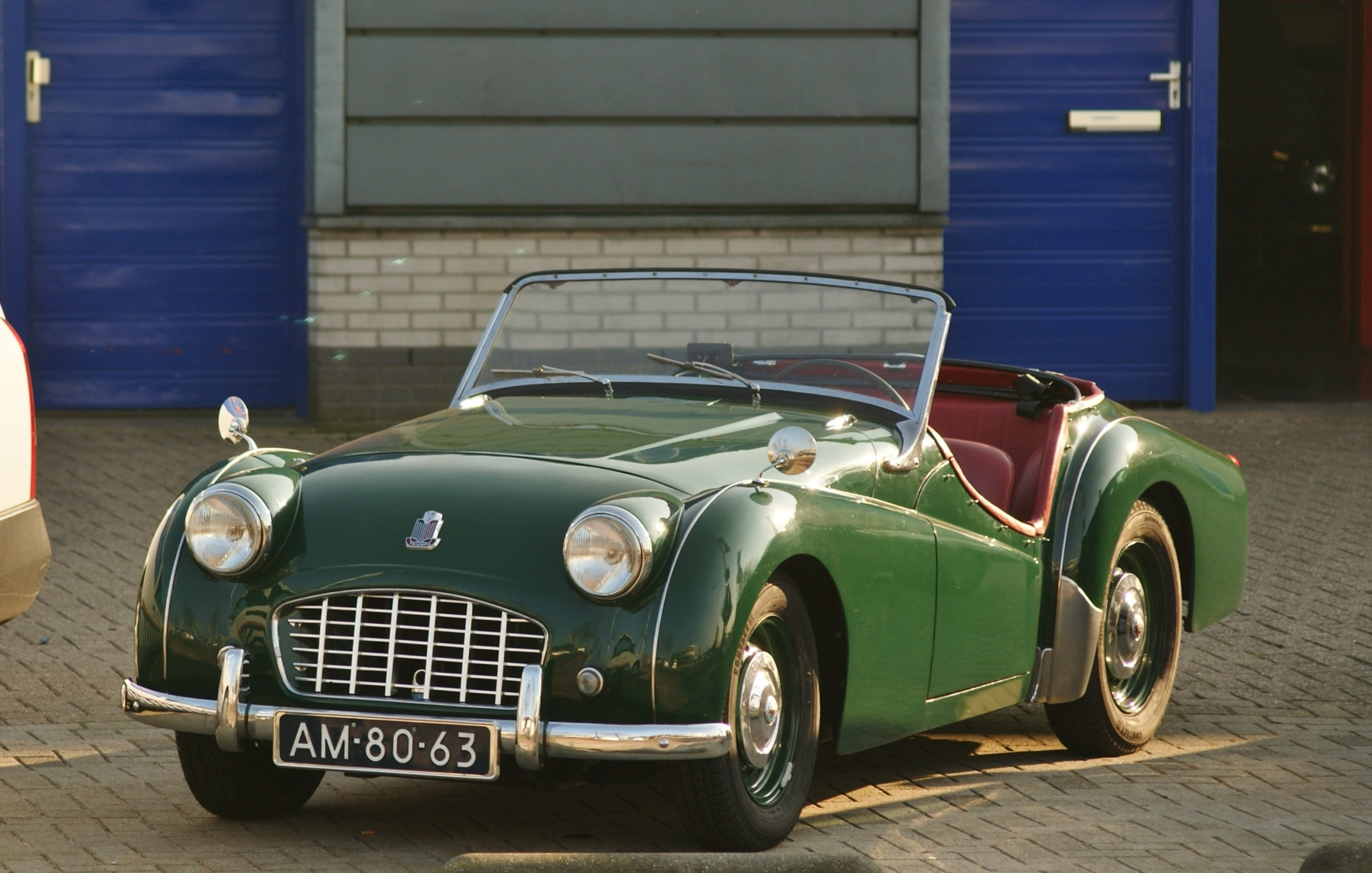
Triumph TR3
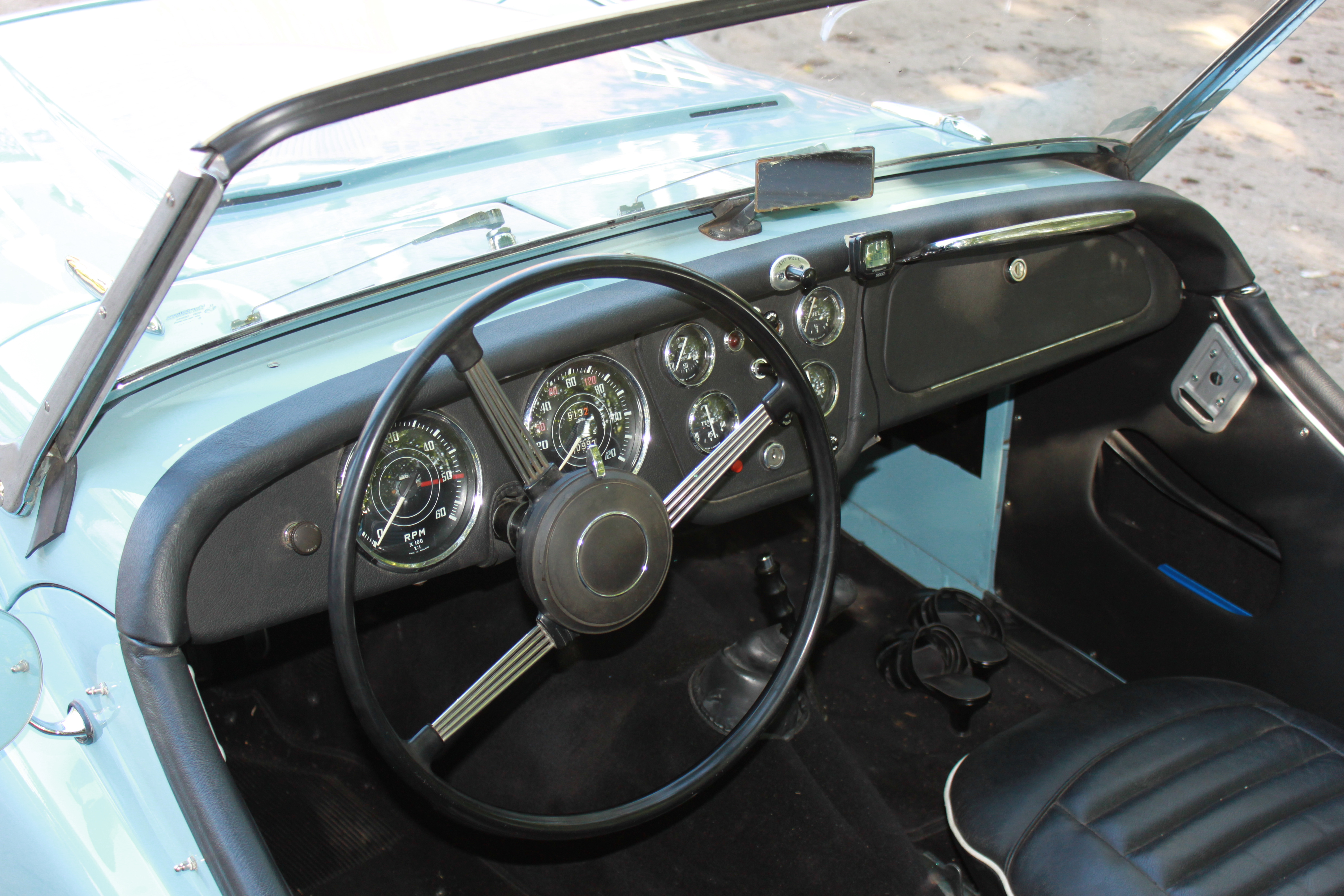
Interieur

## TR3A
Der TR3 wurde 1957 überarbeitet und dabei in erster Linie das Aussehen modifiziert. Der TR3A erhielt einen neuen, breiteren Kühlergrill, Türgriffe an der Außenseite, ein abschließbares Handschuhfach sowie serienmäßig ein Werkzeugset. Insgesamt wurden in den vier Jahren seiner Produktion 58.236 Exemplare gebaut. Eine andere Quelle geht von 58.309 produzierten Fahrzeugen aus, von denen 52.478 in den Export gingen. Der TR3A ist somit nach dem TR6 und dem TR7 das am besten verkaufte Modell. Es wird geschätzt, dass heute nur noch etwa 8.500 Wagen existieren. Das Einstiegsmodell kostete 2840 US-Dollar.
Die Bezeichnung „TR3A“ wurde werkseitig nie verwendet. Das angehängte „A“ entstand umgangssprachlich für „Amerika“, da dieses Modell zum großen Teil in die USA ausgeliefert wurde.

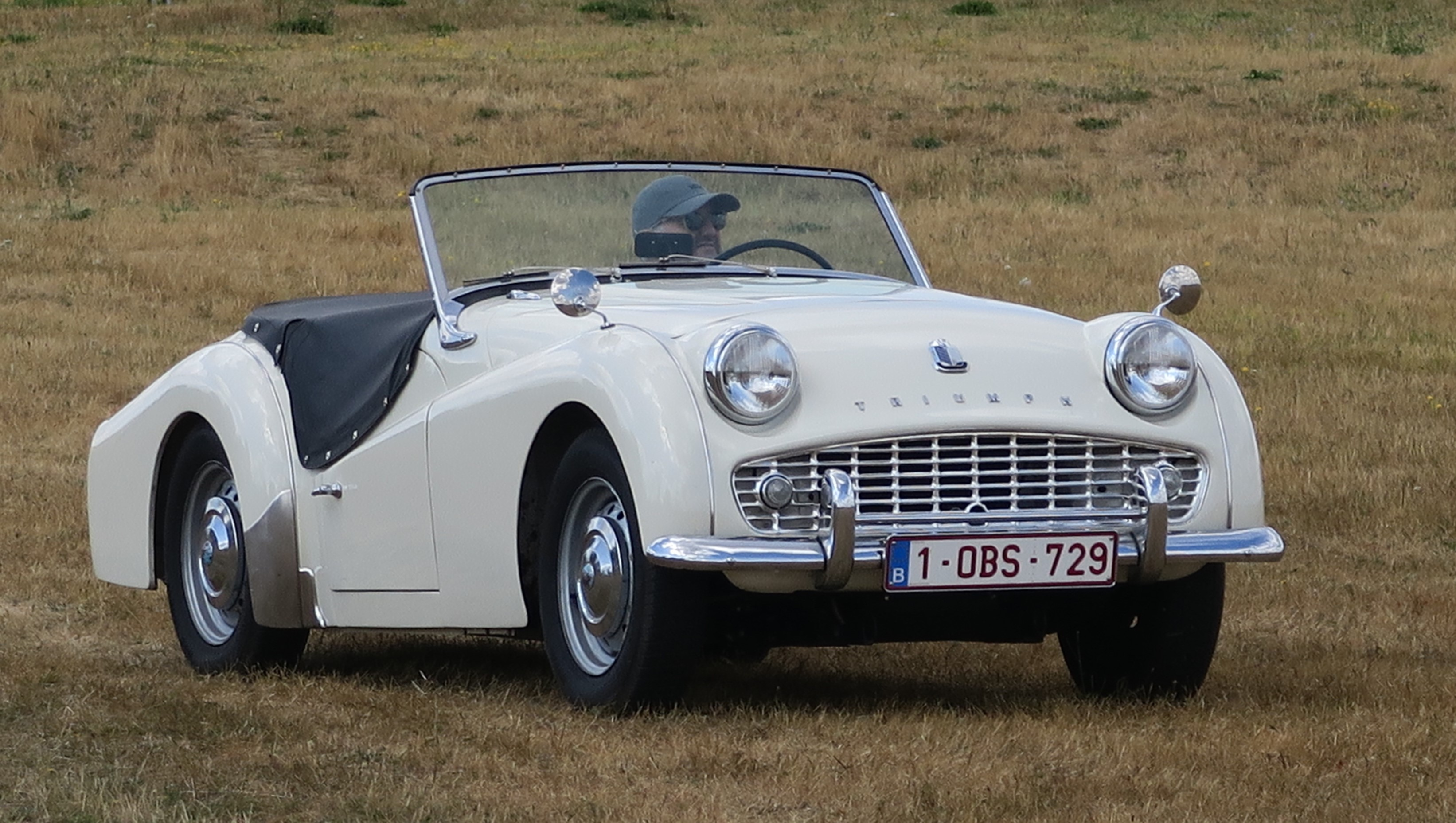
Triumph TR3A (1957–1961)
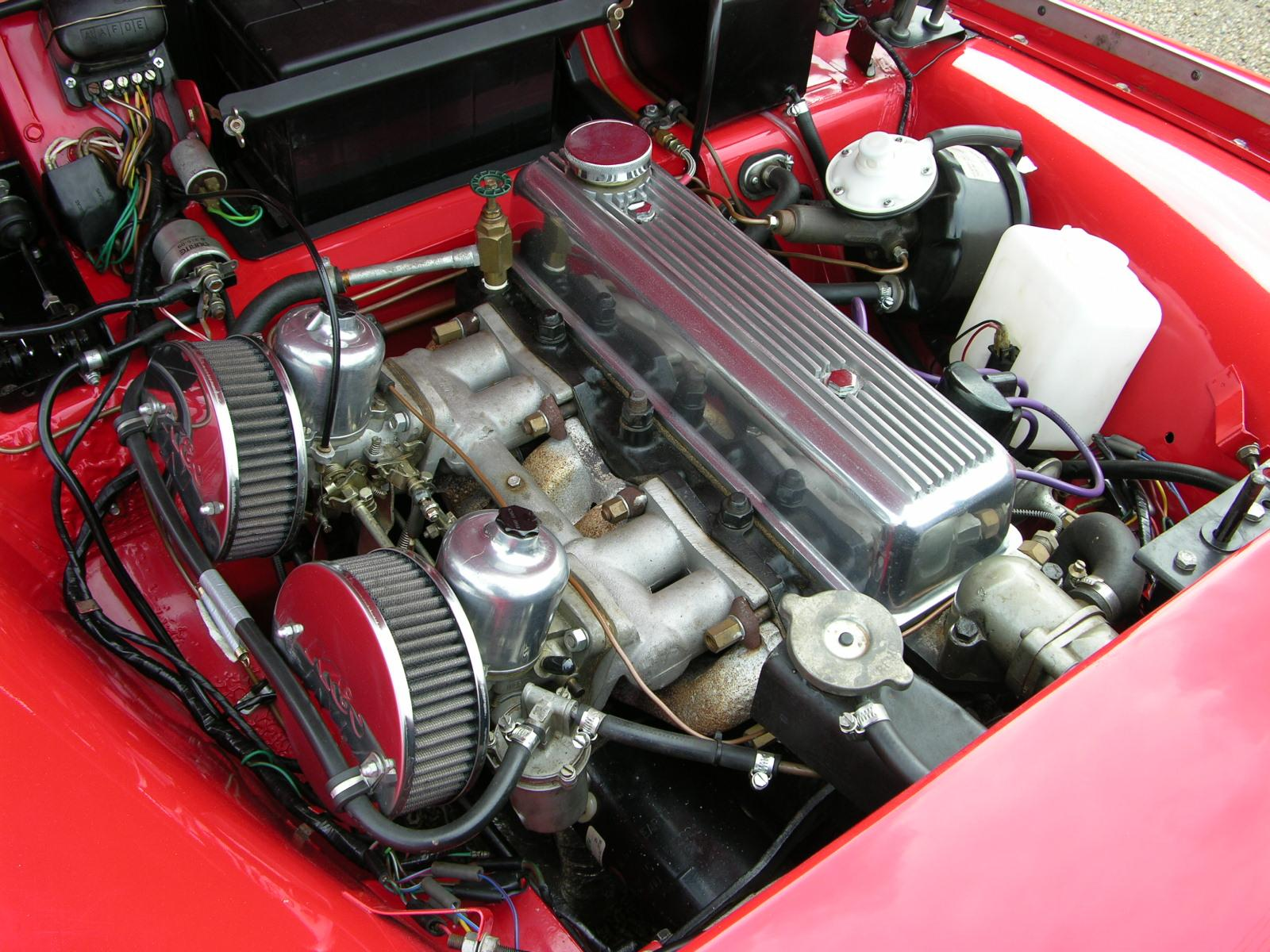
Motor
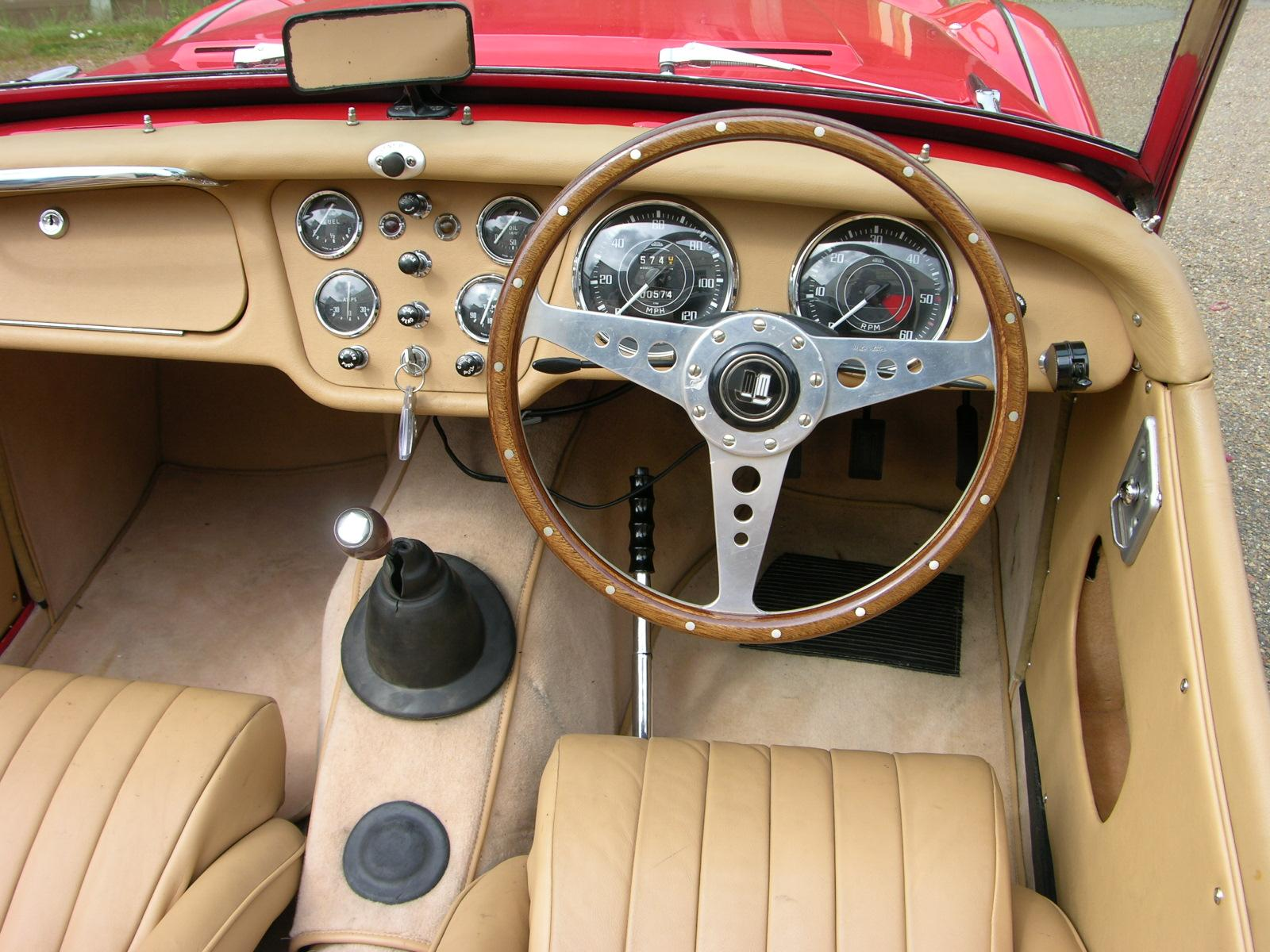
Interieur
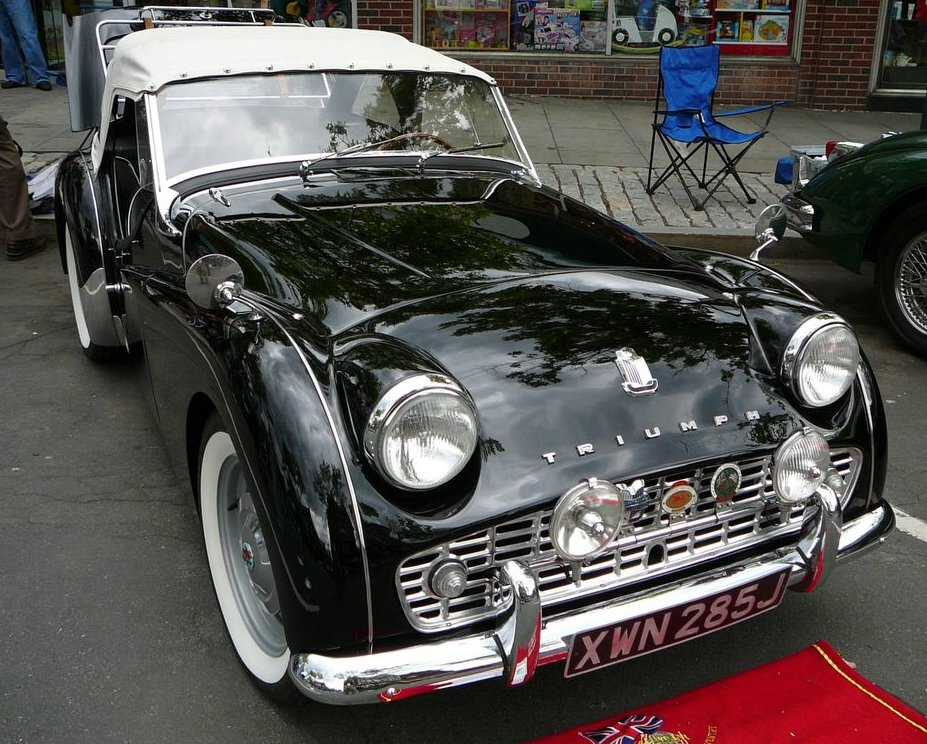
Triumph TR3A (1959)

## TR3B
Speziell für den amerikanischen Markt wurde die B-Version des TR3 gebaut. Für amerikanische Fahrer war der neue TR 4 zu komfortabel ausgelegt. Für diese Modellreihe wurden etwa 2000 Fahrgestelle (alle mit den Seriennummern beginnend mit dem Kürzel TCF) als Basis genommen, mit dem Motor und dem Getriebe des TR4 versehen und in den Lackierungen Schwarz, Weiß, Rot oder „Powder Blue“ lackiert in die USA verschifft.
Insgesamt wurden vom TR3B 3331 Fahrgestelle produziert. Eine andere Quelle geht von 3334 Fahrzeugen aus. Die ersten 500 erhielten TR3-Motoren und wurden so zu TR3B mit TSF-Fahrgestellnummern. Alle TR3B-Modelle hatten vollsynchronisierte Getriebe. Alle weiteren Fahrgestellnummern fingen mit TCF an und waren mit den 2198-cm³-Motoren des TR4 ausgestattet.
Insgesamt wurden etwa 300 Fahrgestelle von TR3A und TR3B mit Achsen und Antriebssträngen ohne Karosserie nach Italien geliefert und dort als Triumph Italia fertiggestellt.

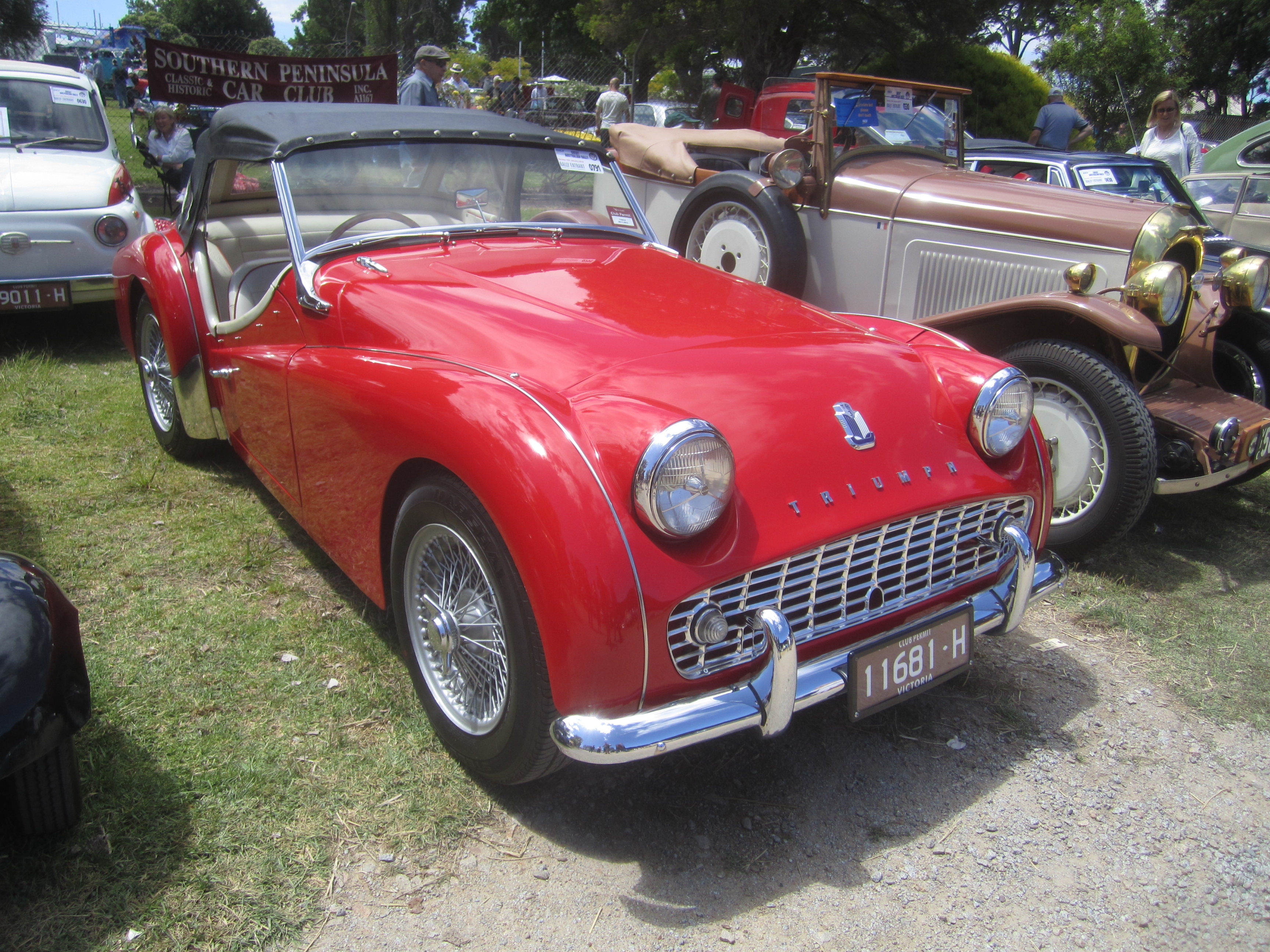
Triumph TR3B (1962)
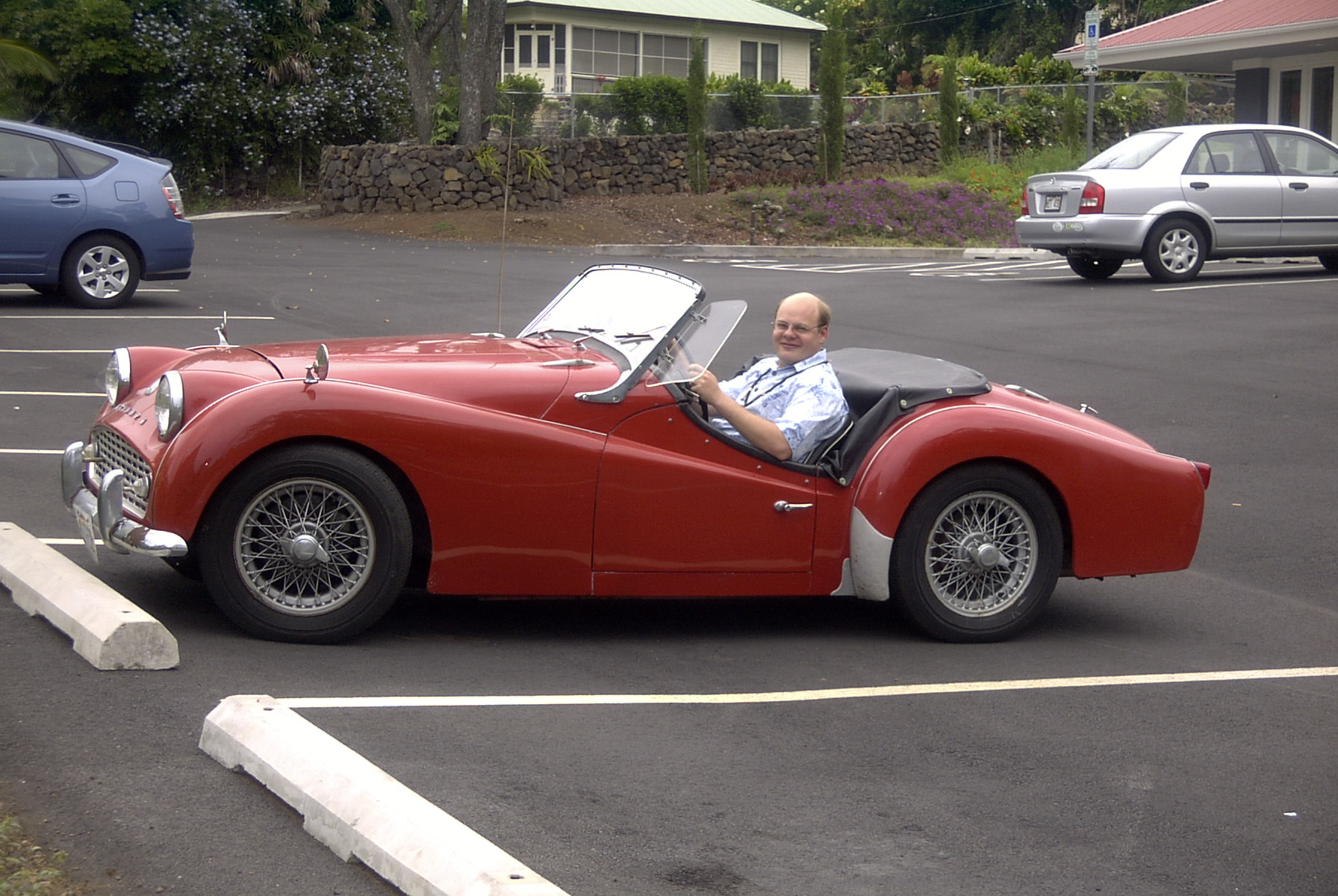
Seitenansicht

## Technische Daten
| Kenngrößen                | Triumph TR 3                                                                                      |
| ------------------------- | ------------------------------------------------------------------------------------------------- |
| Motor                     | 4-Zylinder-Viertakt-Reihenmotor vorn                                                              |
| Hubraum                   | 1991 cm³                                                                                          |
| Bohrung × Hub             | 83 × 92 mm                                                                                        |
| Verdichtung               | 8,5 : 1                                                                                           |
| Leistung                  | 69 kW (95 PS) bei 4600/min                                                                        |
| Max. Drehmoment           | 159 Nm bei 3000/min                                                                               |
| Ventilsteuerung           | seitliche Nockenwelle (Antrieb durch Kette), Stoßstangen und Kipphebel                            |
| Kühlung                   | Wasserkühlung                                                                                     |
| Vergaser                  | 2 Schrägstromvergaser SU H6                                                                       |
| Getriebe                  | 4-Gang-Getriebe (auf Wunsch mit Overdrive), vollsynchronisiert, Mittelschaltung; Hinterradantrieb |
| Radaufhängung vorn        | Dreiecksquerlenker mit Schraubenfedern, Teleskopstoßdämpfer und Stabilisator                      |
| Radaufhängung hinten      | Starrachse an Halbelliptik-Blattfedern, Hebelstoßdämpfer                                          |
| Karosserie                | Stahlblechkarosserie und Kastenrahmen mit Kreuzverstrebung (mit der Karosserie verschraubt)       |
| Lenkung                   | Schneckenrollenlenkung                                                                            |
| Bremse                    | vorn Scheibenbremse (Girling), hinten Trommelbremse, hydraulisch betätigt                         |
| Radstand                  | 2248 mm                                                                                           |
| Spurweite vorn            | 1181 mm                                                                                           |
| Spurweite hinten          | 1168 mm                                                                                           |
| Reifengröße               | 5,50–15                                                                                           |
| Maße L × B                | 3816 × 1435 mm                                                                                    |
| Leergewicht (ohne Fahrer) | 1003 kg                                                                                           |
| Höchstgeschwindigkeit     | ca. 175 km/h                                                                                      |

Technische Daten laut Enzyklopädie des Automobils, Orbis Publishing Ltd., London, ISBN 3-89350-534-2.